# Party Animals
『Party Animals』は、Recreate Gamesによって開発され、Source Technologyによって発売された物理演算ベースのマルチプレイヤーベルトスクロールアクション/パーティーゲームである。このゲームは2023年9月20日にWindows、Xbox One及びXbox Series X/S向けに発売された。

## ゲームプレイ
Party Animalsは物理演算ベースの対戦型ベルトスクロールアクションゲームで、プレイヤーは子犬、子猫、アヒル、ウサギ、サメ、恐竜、更にはユニコーンなどの様々な動物としてプレイする。プレイヤーは互いにパンチ、投げる、ジャンプ、キック、頭突きなどをすることができる。プレイヤーは武器を拾うこともできる。ある程度のダメージを受けると、プレイヤーは一時的に気絶する。マップから放り出されたり、様々な危険に曝されたりしない限りは、プレイヤーは回復して戦闘に戻る。
Party Animalsには3つのモードと20のマップがある。ゲームモードにはLast Stand、Team Score及びArcade modeがある。Last Standでは、プレイヤーは他のプレイヤーを退けながら、最後まで生き残ることを目指す。Team Scoreでは、8人のプレイヤーが4つのチームに分かれて、各チームが目標を達成するために競い合う。Arcade modeも8人のプレイヤーが4つのチームに分かれるが、各チームはLast Standと同様に他のチームを退け、最後まで生き残ることを目指す。

## キャラクター
Party Animalsにはプレイヤーが選択できる12種族の基本的なキャラクターがいる。コーギーのNemoがこのゲームのマスコットである。ゴリラの"Barbie"や、ブタの"Bacon"など、多くの動物の名前がゲームに対比とブラックユーモアを組み込んでいる。
| 名前      | 種族         |
| --------- | ------------ |
| Nemo      | コーギー     |
| Coco      | クロコダイル |
| Macchiato | ネコ         |
| Otta      | カワウソ     |
| Underbite | 恐竜         |
| Harry     | カモ         |
| Carrot    | ウサギ       |
| Barbie    | ゴリラ       |
| Tiagra    | トラ         |
| Bacon     | ブタ         |
| Valiente  | 雄牛         |
| Morse     | ヘラジカ     |

## 開発
Party Animalsは、スマーティザン テクノロジーの元デザイン・ディレクターのLuo Zixiongが設立したゲームスタジオのRecreate Gamesによって開発された。このゲームは2019年9月にTwitterで存在が明かされた。ゲームのオープンデモは2020年6月と10月に短期間公開された。開発者は2020年7月1日のプレスリリースでこのゲームが将来的に家庭用ゲーム機で発売される予定であることを明らかにした。
2022年5月25日、開発者は「ゲームはまだ開発中で、できれば2022年内に発売したいが、品質とコンプライアンスの承認により遅れる可能性がある」ことを発表した。
2023年6月8日のSummer Game Fest中に、開発者はこのゲームを9月20日に発売することを発表した。

## 評判
Metacriticによると、Party Animalsは批評家から「概ね好評」な評価を受けた。批評家はゲームプレイとビジュアルについて好意的に評価している。しかし、このゲームは、ゲーム内スキンに積極的に価格を設定する収益化の仕組みと、ゲームの説明と矛盾するオフラインモードの欠如により、Steamで「殆ど否定的」な評価を受けながら発売された。開発者は誤訳によりゲームの説明が誤ったと回答した。
2020年のSteam Game Festival: Autumn Editionでは、このゲームのプレイテストでは最大135,834人のプレイヤーが同時にプレイし、Steamで4番目にプレイされたゲームとなった。Twitchでは113,000人の視聴者がこのゲームの実況プレイを同時視聴した。